# جون ترودو
جون ترودو (بالإنجليزية: John Trudeau)‏ هو موسيقي أمريكي، ولد في 1927، وتوفي في 3 نوفمبر 2008 بسبب قصور القلب.

## روابط خارجية
- جون ترودو على موقع IMDb (الإنجليزية)